# Crucifixion (Uccello)
Pour les articles homonymes, voir Crucifixion (homonymie).
La Crucifixion (en italien, Cristo crocifisso con la Madonna, san Giovanni Evangelista, san Giovanni Battista e san Francesco d'Assisi) est une peinture réalisée a tempera sur toile, datée entre 1457 et 1458, par le peintre italien Paolo Uccello. Elle est conservée au musée Thyssen-Bornemisza à Madrid.

## Histoire
Sa datation est sujette à débat : certains la datent de la même période que la cathédrale de Prato (1435) en raison des similitudes formelles entre la pose de la Vierge Marie dans la Crucifixion et la femme montant les échelles de la fresque de la chapelle de la Naissance de la Vierge. D'autres situent la toile à une période postérieure à son retour à Padoue, où s'apprécierait l'influence de l'œuvre du sculpteur et peintre italien Donatello.

## Iconographie
Le décor est celui du Golgotha renforcé par un profil montagneux en fond.
Tous les personnages portent une auréole elliptique.

## Description
Sur fond d'un paysage aride, avec une montagne au centre, la Croix trône au milieu de la composition, étincelante, flanquée par quatre saints en positions symétriques. De gauche à droite, Jean le Baptiste, la Vierge Marie, Jean l'Évangéliste et François d'Assise dans une composition pyramidale, dont Jésus occupe  le sommet par sa position centrale.
Le jeu de couleurs essentielles, avec des rouges, noirs et tons couleur chair, est typique des œuvres d'Uccello.
Par ses dimensions (47 × 67 cm), le tableau est probablement le panneau central (en imposant sa symétrie) d'une prédelle dont on ignore l'identification complète du polyptyque dont elle fait partie.